# Before I Go to Sleep (película)
Before I Go to Sleep (en Hispanoamérica Antes de despertar; en España, No confíes en nadie) es una película del 2014 escrita y dirigida por Rowan Joffé. Una adaptación de la novela de S. J. Watson, la película es protagonizada por Nicole Kidman, Mark Strong, Colin Firth, y Anne-Marie Duff.

## Sinopsis
Christine Lucas (Nicole Kidman) es una escritora de cuarenta y siete años que, por causa de un accidente sufrido a los 25, es incapaz de recordar el pasado y de retener los recuerdos después de ese accidente. Cada día, al despertarse, cree que está soltera y que aún tiene que tomar grandes decisiones, pero, como todos los días, descubre que vive con su marido (Colin Firth) y que las grandes decisiones de su vida ya están tomados.

## Elenco
- Nicole Kidman[3] como Christine Lucas.
- Colin Firth[4] como Ben Lucas/ Mike.
- Mark Strong[5] como Dr. Nasch
- Anne-Marie Duff[4] como Claire.
- Dean-Charles Chapman como Adam.
- Adam Levy como el esposo/el Ben Lucas real.
- Deborah Rosan como bailarina.
- Jing Lusi como Enfermera Kate.
- Rosie MacPherson como Emily.
- Charlie Gardner

## Producción
El 1 de mayo de 2011, Ridley Scott compró los derechos de la película de la novela Before I Go to Sleep escrita por S. J. Watson y contrató a Rowan Joffé para dirigirla y escribir el guion. En febrero de 2012, Nicole Kidman estuvo en charlas para estar en la película; luego en mayo se unió al elenco como Christine. El 31 de octubre de 2012, Mark Strong también se unió al elenco. De acuerdo a The Hollywood Reporter, el 16 de noviembre de 2012, Kidman dijo que quería que Colin Firth trabajara con ella de nuevo. Ya habían trabajado juntos en The Railway Man. El 6 de febrero de 2013, se anunció que Firth se había unido al elenco con Kidman.

### Filmación
La película fue filmada en Londres y en Twickenham Studios.

## Estreno
La película se estrenó en Reino Unido el 5 de septiembre de 2014 y se estrenó en Estados Unidos el 31 de octubre de 2014.

## Críticas
La película tuvo críticas mixtas. En Rotten Tomatoes tiene un 36% basado en 108 críticas, con una nota de audiencia de 5/10. En Metacritic, la película tiene un puntaje de 41 sobre 100, basado en 31 críticas.